# Wilczeniec Fabiański
Wilczeniec Fabiański (dawn. Wilczeniec-Fabianki) – wieś w Polsce, położona w województwie kujawsko-pomorskim, w powiecie włocławskim, w gminie Fabianki.
Najstarsze informacje o wsi pochodzą z XIX wieku. W połowie tego stulecia zamieszkujący Wilczeniec koloniści niemieccy zbudowali kaplicę luterańską, w której do 1926 r. istniała szkoła. Po zamknięciu szkoły z uwagi na małą liczbę uczniów, niemieckie dzieci uczęszczały do szkoły polskiej w Rachcinie.
W latach 1975–1998 miejscowość administracyjnie należała do województwa włocławskiego. Według Narodowego Spisu Powszechnego (III 2011 r.) liczyła 143 mieszkańców. Jest trzynastą co do wielkości miejscowością gminy Fabianki.